# Tomás Romero Pereira (distrito)
Tomás Romero Pereira é um dos trinta distritos do Departamento de Itapúa , no Paraguai.
Está a 480 km de Assunção, capital do República do Paraguai , e 119 km de distância da capital do departamento, Encarnación.
Tem uma área de 600 km² em área de terra, com uma população total aproximada, até 2008, de 31.969 habitantes (dos quais 16.853 são homens e 15.116 mulheres), segundo a Direcção Geral de Estatísticas, Pesquisas e Censos do país.

## Tempo
Esta área é a mais fria do país, devido à sua localização no extremo sul e da ausência de elevações no solo para conter o vento sul e a grande porcentagem de umidade que se apresenta.
Sua temperatura média não chega a 21°C e as mínimas podem chegar a -4°C nas áreas costeiras ao Rio Paraná. No verão, raramente atinge 39°C. A precipitação média é de 1.700 mm por ano, sendo o mês de Outubro o mais chuvoso.

## Economia
A população deste distrito está envolvida principalmente na agricultura. Cultivando soja , trigo , tung e outras culturas de frutas.
Tem vários rios e riachos ao redor, como o Tembey, Guasu'y e Pirapey. Nesta área, você pode encontrar grande variedade de pássaros.
O distrito também conta com estabelecimentos industriais e um grande número de moradores estão relacionados a eles. 

## Transporte
O município de Tomás Romero Pereira é servido pelas seguintes rodovias:
- Ruta 06, que liga Minga Guazú ao município de Encarnación (Departamento de Itapúa)
- Caminho em terra ligando a cidade ao município de Yatytay
- Caminho em terra ligando a cidade ao município de Natalio
- Caminho em rípio ligando a cidade ao município de Tavaí(Departamento de Caazapá)[1][2][3]

## Ligações Externas
- Tomás Romero Pereira em Espanhol
- Nacional de Turismo do Paraguai (em Espanhol)